# Свєтін Михайло Семенович
Миха́йло Семе́нович Свє́тін (при народженні Міша Соломонович Гольцман, 11 грудня 1929, Київ, УРСР, СРСР — 30 серпня 2015, Гатчина, Росія) — радянський і російський актор. Заслужений артист РРФСР (1987). Народний артист Російської Федерації (1996).
Як розповідав артист у своїх інтерв'ю (наприклад, журналу «Інтерв'ю»), своє справжнє прізвище йому довелося змінити в процесі трудової діяльності в кіно і театрі з незалежних від нього причин; основою псевдоніма послужило ім'я його дочки Світлани. Офіційно змінив паспорт на нове прізвище 1983 року.

## Біографія
Народився в Києві, був першою дитиною в родині. Батько, Соломон Михайлович Гольцман, працював чорноробом на Київській кінофабриці, мати, Ганна Петрівна, була домогосподинею. До війни сім'я проживала за адресою: вул. Басейна, 3, кв. 37. Закінчив Київське музичне училище.
В 1964—1970 роках працював у Київському театрі музичної комедії.
У 1970-му почав роботу в Малому драматичному театрі в Ленінграді. З 1980 року був актором ленінградського Театру комедії імені Н. П. Акімова.
Кінокар'єра Светіна почалася в 1973 році з ролі у фільмі «Не мине й року». Серед найвідоміших робіт Светіна в кіно — ролі у фільмах «Афоня», «Не може бути!», «Дванадцять стільців», «Чародії» та багатьох інших.
У 1987 році Свєтін був удостоєний звання Заслуженого артиста РРФСР, в 1996 році став Народним артистом Росії. У 2009 році Свєтін отримав орден «За заслуги перед Вітчизною» IV ступеня.
Знявся в українських фільмах: «Ні пуху, ні пера» (1974), «Капітан Крокус і Таємниця маленьких змовників» (1991), «Золоте курча» (1993, «Зефір у шоколаді» (1994, «Об'єкт Джей» (1995), «День переможених» (2009), «Правдива історія про Червоні вітрила» (2010) та інших.
У серпні 2015 потрапив у лікарню із попереднім діагнозом «інсульт». Помер вранці 30 серпня, в реанімації Гатчинської центральної районної лікарні.

## Сім'я
- Брат - Гольцман Леонід Соломонович (рік народження 1937), український і ізраїльський гобоїст, концертмейстер і музичний педагог[4].
- Дружина (з 1959 року) - Броніслава Костянтинівна Проскурніна (рік народження 1941), актриса Санкт-Петербурзького Малого театру.
  - Дочка - Світлана (рік народження 1965), одружена з програмістом, проживає в США (Нью-Джерсі).

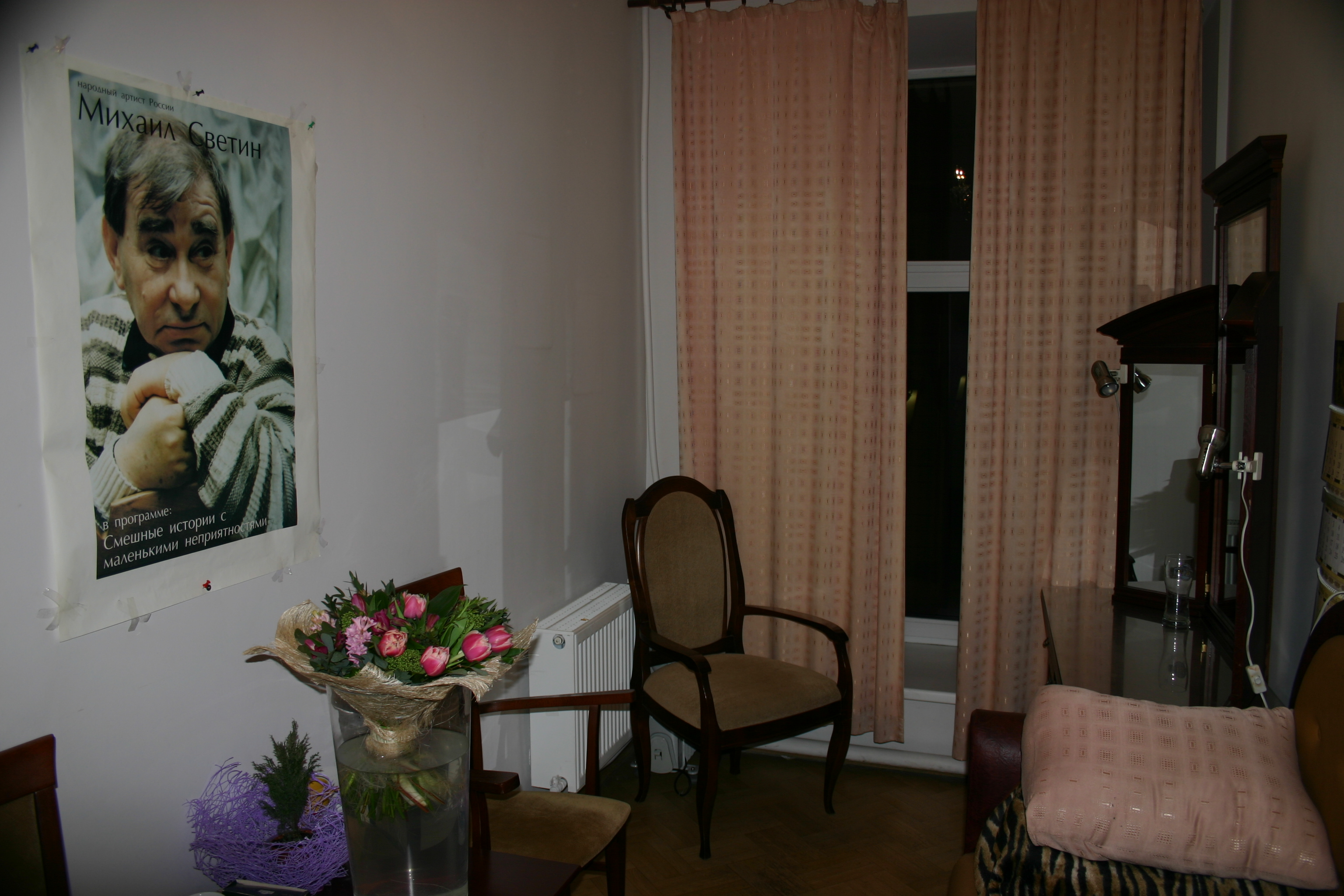
Гримерна в Театрі Комедії, посмертно закріплена за Михайлом Свєтіним

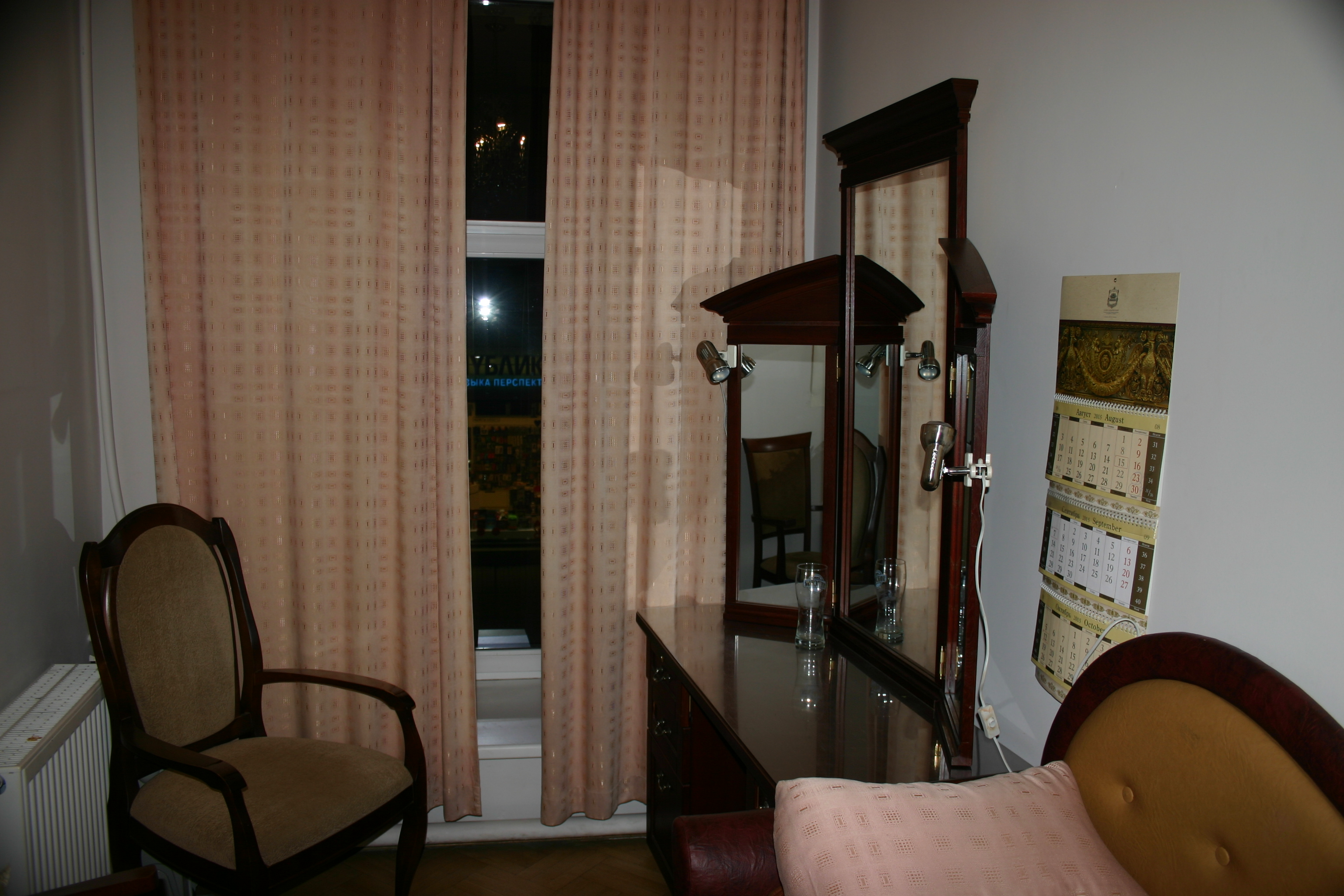

    - Онуки - Анна, Олександра.

## Фільмографія
- «Ні пуху, ні пера» (1974, епіз.)
- «Не болить голова у дятла» (1974)
- «Афоня» (1975)
- «Не може бути!» (1975)
- «12 стільців» (1976)
- «Подарунок долі» (1977, епіз.)
- «Сумка інкасатора» (1977)
- «Безіменна зірка» (1978)
- «Напередодні прем'єри» (1978, епіз.)
- «Скарбничка» (1980, т/ф, 2 а)
- «Тільки в мюзик-холі» (1980, т/ф)
- «Жінки жартують серйозно» (1980, вчитель хімії)
- «Життя і пригоди чотирьох друзів» (1980-1981, т/с)
- «Будьте моїм чоловіком» (1981)
- «Інспектор Лосєв» (1982, т/ф, 3 с)
- «Чародії» (1982, т/ф, 2 а)
- «Трест, що луснув» (1983, т/ф, 3 а)
- «Людина з бульвару Капуцинів» (1987, аптекар)
- «Голий» (1987)
- «Кримінальний талант» (1988, т/ф, 2 а)
- «Світла особистість» (1988)
- «Приватний детектив, або Операція „Кооперація“» (1989, викрадений кооператор)
- «І чорт з нами» (1991)
- «Капітан Крокус і Таємниця маленьких змовників» (1991, Тіті Ктифф)
- «Якось в Одесі, або Як виїхати з СРСР» (1991)
- «Фанданго для мавпочки» (1992)
- «Сорочка зі стьожкою» (1992, короткометражний)
- «Дитина до листопада» (1992)
- «Євреї, будьмо!» (1992)
- «Золоте курча» (1993, сич)
- «Тарганячі перегони» (1993, боцман)
- «Зефір у шоколаді» (1994)
- «Анекдотіада, або Історія Одеси в анекдотах» (1994)
- «Об'єкт Джей» (1995, т/ф)
- «Авантюра» (1995)
- «Час печалі ще не прийшов» (1995)
- «День переможених» (2009, сільський лікар)
- «Правдива історія про Червоні вітрила» (2010)